# بوب كليري
بوب كليري (بالإنجليزية: Bob Cleary)‏ هو لاعب هوكي جليد أمريكي، ولد في 21 أبريل 1936 في كامبريدج في الولايات المتحدة، وتوفي في 16 سبتمبر 2015 في هاينيس في الولايات المتحدة.

## وصلات خارجية
- بوب كليري على موقع EliteProspects.com (الإنجليزية)
- بوب كليري على موقع HockeyDB.com (الإنجليزية)
- بوب كليري على موقع أوليمبيديا (الإنجليزية)